# Nicolai Abraham Abildgaard
Nicolai Abraham Abildgaard (11. září 1743 Kodaň - 4. června 1809 Frederiksdal) byl dánský malíř období neoklasicismu, zakladatel dánské malířské školy.
V letech 1772–1777 žil v Itálii, od roku 1778 působil v malířské akademii v Kodani, nejprve jako profesor, od roku 1801 jako její ředitel. Byl učitelem Bertela Thorvaldsena. Ve své tvorbě se inspiroval se náměty z dánské historie a antické mytologie; je taktéž autorem výzdoby zámku královského zámku Christiansborg při Kodani.